# Xu Yuhua
Xu Yuhua, född 29 oktober, 1976 i Jinhua, Zhejiang) är en kinesisk schackspelare. Hon var världsmästare för damer 2006-2008. Hon är Kinas tredje kvinnliga världsmästare efter Xie Jun och Zhu Chen. Hon blev stormästare 2006 och är Kinas 21:e stormästare. 